# Communicatiecentrum Noord

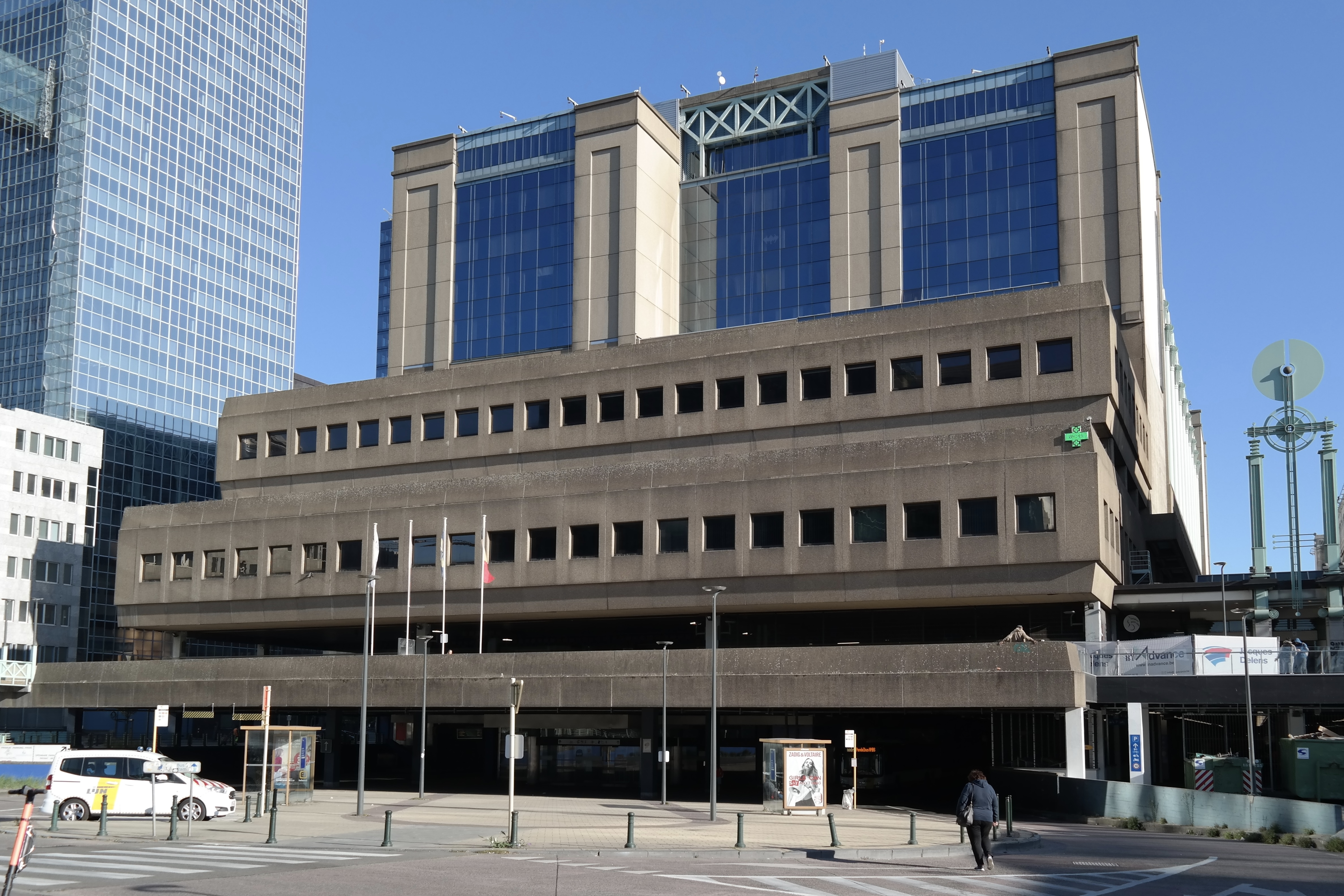
Zuidzijde van het CCN enige jaren voor de sloop

Het Communicatiecentrum Noord of kortweg CCN was een openbaar vervoersknooppunt ten noorden van het Brusselse stadscentrum, aan de Vooruitgangsstraat in de Noordruimte.

## Ontwerp
Volgens het Manhattanplan voor de Noordruimte uit de jaren 1960 moest naast het huidige CCN de kruising van de autosnelwegen Londen - Istanboel (de huidige E40) en Lissabon - Stockholm (de huidige E19) komen als opstapje naar de ontwikkeling van een futuristische zakenwijk. De autosnelwegen kwamen er niet, de zakenwijk wel. De ontwikkeling hiervan startte eind jaren 1960, maar de bouw van de kantoortorens kwam pas goed op gang begin jaren 1990.
Het Noordstation met zijn iconische klokkentoren werd al in 1952 gebouwd. In de geest van het Manhattanplan werd het treinstation in de jaren 1970 uitgebreid met het Communicatiecentrum Noord. Het Manhattanplan vergde een multimodale transporthub. Om ruimte te laten voor het kruispunt van autosnelwegen en de toegang tot andere transportvormen werd een relatief laag gebouw gebouwd met de passage op een hoogte gelijk met het niveau van de sokkels van de kantoortorens. Voetgangers konden zich zo gescheiden van andere verkeersstromen bewegen op een hoogte van dertien meter boven het grondniveau. Het Noordstation had dan via het CCN ook een nieuwe toegang tot die voetgangershoogte. In de jaren 1980 werden boven op het basisniveau twee verdiepingen met kantoren bijgebouwd, voorzien als kantoorruimte voor de Regie der Luchtwegen.
De regionalisering van België bracht mee dat hoewel het spoorverkeer nationaal bleef, stadsverkeer regionaal werd, en het Brussels Hoofdstedelijk Gewest verantwoordelijk werd voor de Maatschappij voor het Intercommunaal Vervoer te Brussel. Het CCN kwam zo in handen van het Brussels Gewest en in 1992 besliste het gewest om boven het CCN een kantoorgebouw voor haar ambtenaren te bouwen. Hierdoor verminderde de architecturale uitstraling van het Noordstation zelf en verdween de westgevel achter het CCN. De bovenliggende verdiepingen werden afgewerkt in een lichtere stijl met veel glas. Het gewest koos voor de locatie omwille van de relatief beperkte kosten van deze uitbreiding en de mogelijkheid een kantoorzone direct aansluitend op een transporthub te realiseren.

## Openbaar vervoer
Het openbaarvervoersaanbod van het CCN bestond uit:
- Het spoorwegstation Brussel-Noord van de NMBS
- Het premetrostation Noordstation van de MIVB
  - Tram: lijnen 3, 4, 25, 31, 32 en 55
- Bussen van de MIVB (halte: Noordstation)
  - Bus: lijnen 14, 15, 57, 58 en 61
- Streekbussen van De Lijn
- Een station van Eurolines
- Een taxistandplaats

In de toekomst wordt het aanbod uitgebreid met Brabantnet, waarin twee tramlijnen zijn voorzien. Eén tramlijn voert via Thurn en Taxis naar de Heizel om daar aan te sluiten op de sneltramlijn naar Willebroek. De andere zou een verbinding met de luchthaven verzorgen via wat nu grotendeels het tracé van tram 62 (Liedts - Weldoeners - Meiser - Bordet - NAVO) is.
De premetro wordt tegen 2024 omgebouwd tot een volwaardige metrolijn, die tegen 2030 verlengd wordt naar Bordet.

## Onderdelen
Het CCN bestond uit drie delen:
- In het oosten liggen de zes perrons van het spoorwegstation. Daarnaast zijn er drie onderdoorgangen, waarvan één met drank- en eetgelegenheden.
- Centraal bevindt zich het stationsgebouw van de NMBS met de monumentale stationshal en een klokkentoren. De loketten bevonden zich lange tijd in deze stationshal, maar werden recent verplaatst naar de zone tussen de stationshal en perron 1. Het museum van de Belgische spoorwegen bevond zich ten noorden van de stationshal. Recent werd een nieuw spoorwegmuseum geopend naast het station van Schaarbeek in het uiterste noorden van de gemeente Schaarbeek.
- In het westelijke deel bevindt zich het bus- en premetrostation. Hier is ook een winkelgaanderij aanwezig. Boven het westelijke deel bevinden zich kantoren van het Brussels Hoofdstedelijk Gewest.

Vaak wordt met het CCN enkel verwezen naar het westelijke complex, gebouwd in de jaren 70 en 90.

## Omgeving
Het station ligt naast de zakenwijk Noordruimte. In de buurt van het CCN liggen dan ook verschillende belangrijke gebouwen, onder meer hoofdzetels van bedrijven (waaronder Proximus) en Vlaamse ministeries, evenals de DIV.